# Batalhão de Operações Policiais Especiais

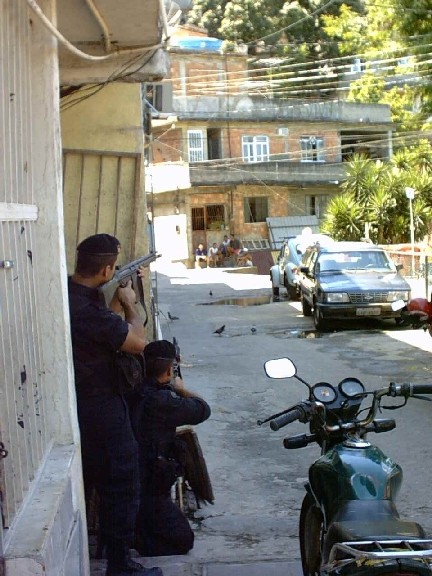
Akcja w fawelach

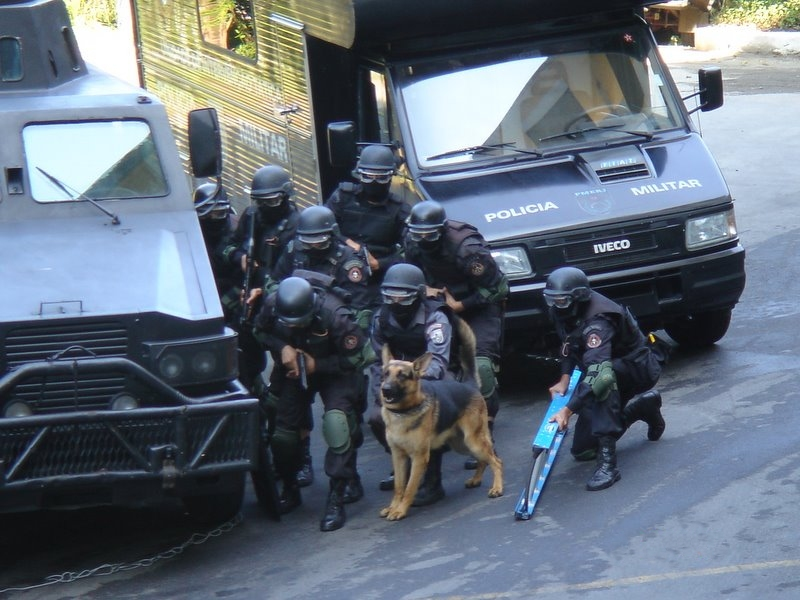
Funkcjonariusze BOPE w akcji

BOPE (port. Batalhão de Operações Policiais Especiais) – elitarna jednostka specjalna policji   w Brazylii, przynależąca do Polícia Militar do Estado do Rio de Janeiro.
Operując głównie w fawelach, jednostki BOPE mają bogate doświadczenie w walce w terenie zabudowanym, jak i na ograniczonych powierzchniach. Jednostka używa broni o większej sile rażenia niż policja. W chwili obecnej w BOPE służy ok. 400 żołnierzy. Jest ona uważana za najbardziej bezwzględną jednostkę wojskową w Ameryce Łacińskiej.

## Historia i pochodzenie
BOPE powstało 19 stycznia 1978 roku, kiedy utworzono Núcleo da Companha de Operações Especiais (Special Operations Company Nucleus lub NuCOE) podporządkowano szefowi sztabu stanowej żandarmerii wojskowej. W 1982 jednostka została przeniesiona do Batalhão de Polícia de Choque stając się jej częścią. Nazwa została zmieniona na Companhia de Operações Especiais (Special Operations Company lub COE). W 1984 nazwa została jeszcze raz zmieniona na NuCOE, a jednostka znalazła się znów pod dowództwem szefa sztabu. W 1988 zostało stworzone Companhia Independente de Operações Especiais – (Special Operations Independent Company lub CIOE) obejmując swą jurysdykcją całe Rio de Janeiro. Jednostka 1 marca 1991 przekształciła się w BOPE.

## Zadania
- Walka z przemytem i gangami narkotykowymi
- „Strzelać by zabić” w sytuacjach zagrożenia ludzkiego życia
- Ewakuacja policjantów i cywili rannych podczas wymiany ognia
- Dokonywanie aresztowań wysokiego ryzyka
- Uwalnianie zakładników
- Tłumienie buntów w więzieniach
- Wspieranie policji
- Zadania specjalne na bagnistych lub górskich terenach, takie jak zwiad, planowanie i infiltracja
- Obrona suwerenności stanu

## Wyposażenie i pojazdy
Jednostka posiada flotę wozów bojowych, znanych jako „Pacificador” („pacyfikator”) lub „Caveirão” (czacha). Są one używane podczas operacji w dzielnicach nędzy, gdzie BOPE prowadzi walki z dilerami narkotykowymi, są one uzbrojone w karabiny kalibru 7,62 mm.
Na wyposażeniu jednostki znajdują się:
- M16A2
- M4A1
- Karabinek M1
- Karabin wyborowy H&K PSG1
- Strzelba Benelli M3
- Pistolet maszynowy FN P90
- Karabin IMBEL MD2
- H&K MP5A2 i MP5K
- H&K G3
- H&K 21
- Taurus PT92
- IMBEL 9mm
- ładunki wybuchowe C4
- Granaty ręczne
- Karabin FN FAL
- Noże

## Krytyka
W 2004 projekt dotyczący bezprawnych egzekucji, przeprowadzony w szkole prawa New York University doniósł, że BOPE było odpowiedzialne za zabójstwa czterech osób fałszywie oskarżonych o przemyt narkotyków i opór przy aresztowaniu. Według Amnesty International „Brazylijskie służby porządkowe używają drastycznych i represyjnych metod, stale łamiąc prawa człowieka dużej części populacji.” i przypisuje w szczególności BOPE odpowiedzialność za śmierć pewnej liczby cywilów. W marcu 2006 Amnesty potępiło w szczególności użycie wozów bojowych „Caveirão”. Stwierdziło, że agresywne użycie tych pojazdów wymierzone w całe społeczności ukazało nieefektywność nadużycia siły.